# لوئیس سوئیفت
 لوئیس سوئیفت (انگلیسی: Lewis A. Swift؛ ۲۹ فوریهٔ ۱۸۲۰ – ۵ ژانویهٔ ۱۹۱۳) یک ستاره‌شناس اهل ایالات متحده آمریکا بود.